# الشهداء الكاثوليك الأيرلنديين
الشهداء الكاثوليك الأيرلنديون Irish Catholic Martyrs كانوا 24 رجلاً وامرأة أيرلنديين تم تطويبهم أو إعلانهم قديسين لموتهم من أجل عقيدتهم الكاثوليكية بين عامي 1537 و1681 في أيرلندا. 
وأدى تطويب أوليفر بلونكيت في عام 1975 إلى زيادة الوعي بالآخرين الذين ماتوا من أجل الإيمان الكاثوليكي في القرنين السادس عشر والسابع عشر. وفي 22 سبتمبر 1992، أعلن البابا يوحنا بولس الثاني مجموعة مختارة من أيرلندا شهداء وقام بتطويبهم.

## تاريخ
جاء اضطهاد الكاثوليك في أيرلندا في القرنين السادس عشر والسابع عشر على شكل موجات، ناجمة عن رد فعل على حوادث أو ظروف معينة، مع فترات من الهدوء النسبي.  وبدأ الاضطهاد الديني للكنيسة الكاثوليكية في أيرلندا في عهد هنري الثامن ولم ينته إلا بالتحرر الكاثوليكي في عام 1829.

### هنري الثامن
بدأ الاضطهاد الديني للكاثوليك في أيرلندا في عهد الملك هنري الثامن ( سيد أيرلندا آنذاك) بعد حرمانه الكنسي عام 1533. واعتمد البرلمان الأيرلندي قوانين السيادة، التي أعلنت أن الكنيسة الأيرلندية تابعة للدولة.  ورداً على ذلك، تعرض الكهنة والأساقفة الأيرلنديون وأولئك الذين واصلوا الصلاة من أجل البابا أثناء القداس للتعذيب والقتل.  وعرّف قانون الخيانة لعام 1534 الولاء العقلي غير المعلن للكرسي الرسولي بأنه خيانة عظمى. وتم سجن الكثيرين على هذا الأساس. والخونة المزعومون الذين تم تقديمهم للمحاكمة، مثل جميع الرعايا البريطانيين الآخرين الذين حوكموا بنفس الجريمة قبل قانون الخيانة 1695، مُنعوا من خدمات الدفاع القانوني ولم يسمح لهم إلا بالدفاع الشخصي عن أنفسهم. 

### إليزابيث الأولى
تحسنت العلاقات بعد اعتلاء الملكة ماري الكاثوليكية العرش في 1553-1558، وفي السنوات الأولى من حكم أختها الملكة إليزابيث الأولى. وبعد وفاة ماري في نوفمبر 1558، أصدر برلمان إليزابيث قانون السيادة لعام 1559، الذي أعاد تأسيس انفصال كنيسة إنجلترا عن الكنيسة الكاثوليكية. واعتمدت إليزابيث في البداية سياسة دينية معتدلة. وكانت قوانين السيادة والتوحيد (1559)، وكتاب الصلاة عام 1559، والمواد التسعة والثلاثون (1563) كلها بروتستانتية في العقيدة، لكنها حافظت على العديد من الاحتفالات الكاثوليكية التقليدية. 
وفي عام 1563 أصدر إيرل إسيكس إعلانًا، مُنع بموجبه جميع كهنة الروم الكاثوليك، العلمانيين والنظاميين، من أداء مهامهم، أو حتى الإقامة في دبلن أو في منطقة ذا بيل. وتم فرض الغرامات وتطبيق العقوبات بصرامة على التراجع عن خدمة الأحد الأنجليكانية. ولم يمض وقت طويل حتى تم توقيع التعذيب والإعدام. وكان الكهنة ورجال الدين، كما هو متوقع، أول الضحايا. حيث تم اصطيادهم في القداسات السرية التي كانوا يقيمونها في الجبال والكهوف؛ كما تم تدمير كنائس الرعية وعدد قليل من الكنائس الرهبانية التي نجت من جشع هنري الثامن. 
وخلال السنوات الأولى من حكمها، لم يتم ممارسة أي ضغوط كبيرة على الكاثوليك للتوافق مع "الكنيسة الرسمية" للنظام الجديد، لكن الوضع تغير بسرعة منذ عام 1570، وذلك بشكل رئيسي نتيجة للمرسوم البابوي للبابا بيوس الخامس الذي "حرر رعايا [إليزابيث الأولى] من ولائهم لها". 
في أيرلندا، اندلعت ثورة ديزموند الأولى عام 1569، في نفس الوقت تقريبًا الذي انطلقت فيه ثورة الشمال في إنجلترا. وأُدين شهداء ويكسفورد بارتكاب جريمة الخيانة العظمى لمساعدتهم في هروب جيمس يوستاسورفضهم أداء قسم السيادة وإعلان إليزابيث الأولى ملكة إنجلترا الرئيس الأعلى لكنيسة إنجلترا وأيرلندا.

### تشارلز الثاني
خلال هذه الفترة، كانت معاملة الإنجليز للكاثوليك في أيرلندا أكثر تساهلاً من المعتاد، وذلك بسبب تعاطف الملك، حتى اجتاحت نظرية المؤامرة البابوية، وهي نظرية مؤامرة ابتكرها تيتوس أوتس، بين عامي 1678 و1681، مملكتي إنجلترا واسكتلندا في ظل الهستيريا المناهضة للكاثوليكية. ومن بين المتورطين في الاتهامات الكاذبة:
- بيتر تالبوت، رئيس أساقفة دبلن (توفي في السجن، نوفمبر 1680)
- أوليفر بلونكيت، رئيس أساقفة أرماغ، أُعدم في تيبرن في 1 يوليو 1681

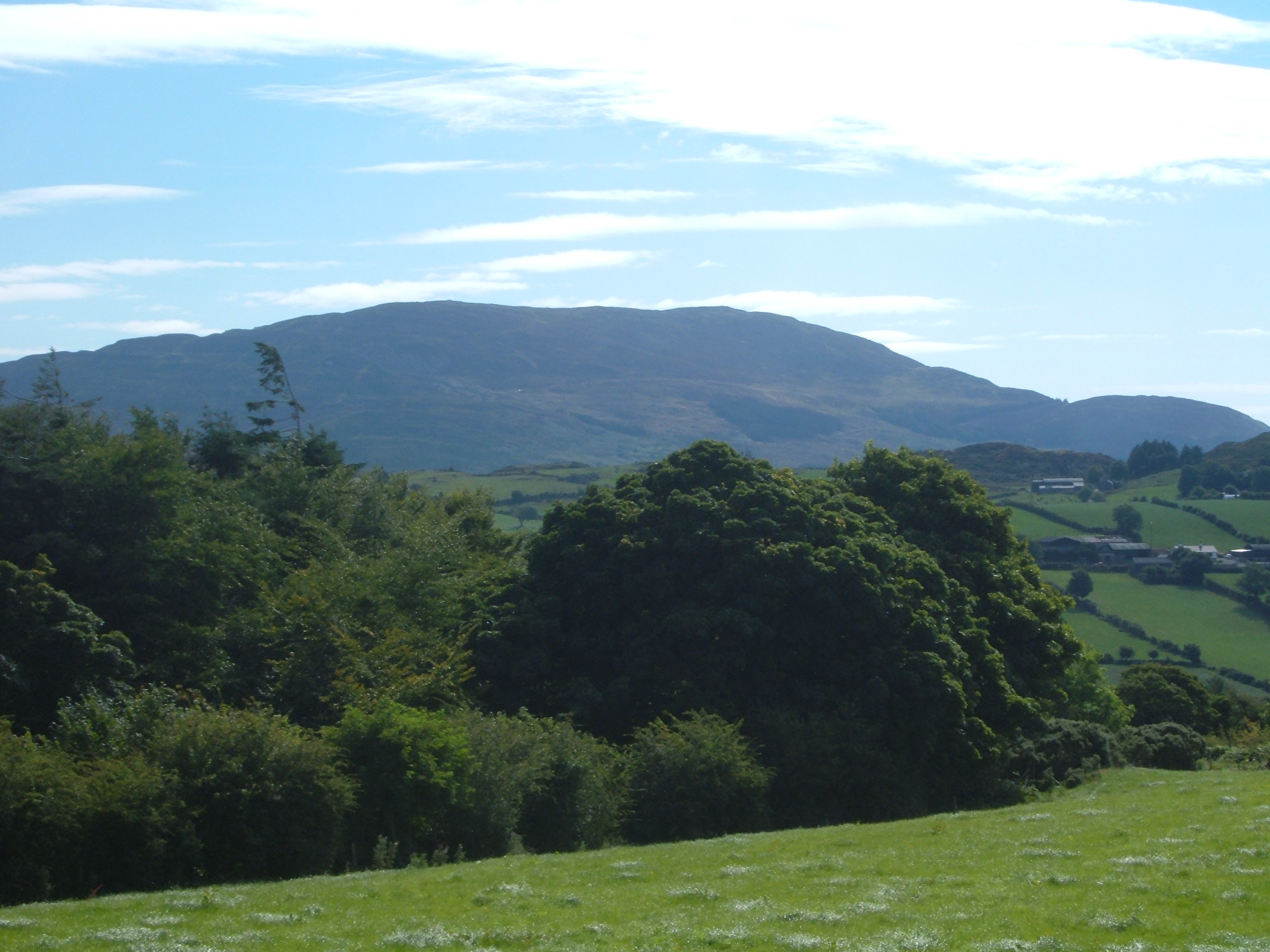
سليف جوليون

مع اشتداد اضطهاد الكاثوليك كرد فعل على مؤامرة تيتوس أوتس، قُتل كاهن يُدعى الأب ماك أيدغال أثناء تلاوة قداس ترايدنتين في قداس مقام فوق جبل سليف جوليون. وكان الجناة عبارة عن مجموعة من المعاطف الحمراء تحت قيادة كاهن صياد يُدعى تورنر 

## الشهداء المطوبون

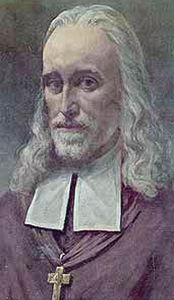
القديس أوليفر بلونكيت

### 12 أكتوبر 1975 على يدالبابا بولس السادس.
- أوليفر بلونكيت، رئيس أساقفة أرماغ، 1 يوليو 1681 في تيبرن، لندن؛ تطويبه 1920

## الشهداء الأيرلنديون الخمسة في إنجلترا وويلز
15 ديسمبر 1929 على يد البابا بيوس الحادي عشر.
- جون كاري (الاسم المستعار تيرينس كاري) وباتريك سالمون، شخصان عاديان، 4 يوليو 1594 في دورتشستر، إنجلترا.
- جون كورنيليوس، كاهن يسوعي، 4 يوليو 1594 في دورتشستر، إنجلترا
- جون روش، شخص عادي، 30 أغسطس 1588 في تيبرن، إنجلترا

22 تشرين الثاني (نوفمبر) 1987 على يد البابا يوحنا بولس الثاني.
- تشارلز ماهوني (الاسم المستعار ميهان)، الفرنسيسكان، 21 أغسطس 1679، روثين، ويلز

## الشهداء الأيرلنديون السبعة عشر المباركون
27 سبتمبر 1992 على يد البابا يوحنا بولس الثاني.
- باتريك أوهيلي أسقف مايو الفرنسيسكاني، تم إعدامه في كيلمالوك في 13 أغسطس 1579.
- كون أورورك الراهب الفرنسيسكاني، تم إعدامه في كيلمالوك، 13 أغسطس 1579
- شهداء ويكسفورد، 5 يوليو 1581: ماثيو لامبرت، روبرت مايلر، إدوارد شيفرز، باتريك كافاناغ، جون أولاهي، وشخص آخر غير معروف
- مارغريت بول، عمدة دبلن السابقة، توفيت عام 1584، باعتبارها سجينة رأي داخل قلعة دبلن [11]
- ديرموت أوهيرلي رئيس أساقفة كاشيل، حكم عليه بالإعدام من قبل محكمة عسكرية وتم شنقه في شارع باجوت السفلي، ثم خارج أسوار دبلن، 20 يونيو 1584
- مويريس ماك إيونراشتاي (موريس ماكينراجتي) أُعدم في كلونميل، أثناء تمرد ديزموند الثاني، 1585
- دومينيك كولينز، الأخ اليسوعي الذي أسره جيش تيودور بعد حصار دونبوي وتم إعدامه دون محاكمة في يوغال، مقاطعة كورك، 31 أكتوبر 1602 [12]
- كونور أوديفاني، أسقف داون وكونور الفرنسيسكاني، 11 فبراير 1612.
- باتريك أولوغران، كاهن من مقاطعة تيرون، فبراير 1612
- ثيوبالد ستابلتون كاهن كاثوليكي روماني وأحد مبدعي قواعد الإملاء في اللغة الأيرلندية الحديثة. وأثناء الغزو الكرومويلي لأيرلندا لجأ ستابلتون إلى ملاذ داخل كاتدرائية القديس باتريك على صخرة كاشيل وقُتل مع ستة كهنة آخرين على يد جيش اللورد إنتشيكوين البرلماني أثناء نهب كاشيل، 15 سبتمبر 1647. ويقال إن ستابلتون بارك مهاجميه بالماء المقدس قبل لحظات من وفاته. [13]
- فرانسيس تايلور، عمدة دبلن السابق، 1621
- تم شنق بيتر أوهيغينز، رئيس دير ناس الدومينيكي، بأوامر من السير تشارلز كوت، على الرغم من جهود أوهيغينز الموثقة جيدًا لحماية المدنيين البروتستانت المحليين من العنف الطائفي خلال التمرد الأيرلندي عام 1641، في دبلن في 23 مارس 1642 [14] [15]
- تيرينس أوبراين، أسقف إملي، 31 أكتوبر 1651
- تم شنق جون كيرني، الفرنسيسكاني السابق لكاشيل، في كلونميل، رسميًا بتهمة الخيانة العظمى، ولكن في الواقع لمواصلة خدمته الكهنوتية سرًا في جميع أنحاء وادي نهر سوير في مقاومة سلمية لمرسوم كومنولث إنجلترا الأخير بنفي جميع الكهنة الكاثوليك.، 21 مارس 1653 [16] [17]
- ويليام تيري الراهب الأوغسطيني من دير سانت أوستن في مدينة كورك، تم أسره من قبل الكهنة الصيادين في فيثارد، مقاطعة تيبيراري وتم إعدامه شنقًا، رسميًا بتهمة الخيانة العظمى ضد محمية وكومنولث إنجلترا، ولكن في الواقع للبقاء في أيرلندا ومواصلة حياته. 12 مايو 1654

## 42 من خدام الله الأيرلنديين الشهداء

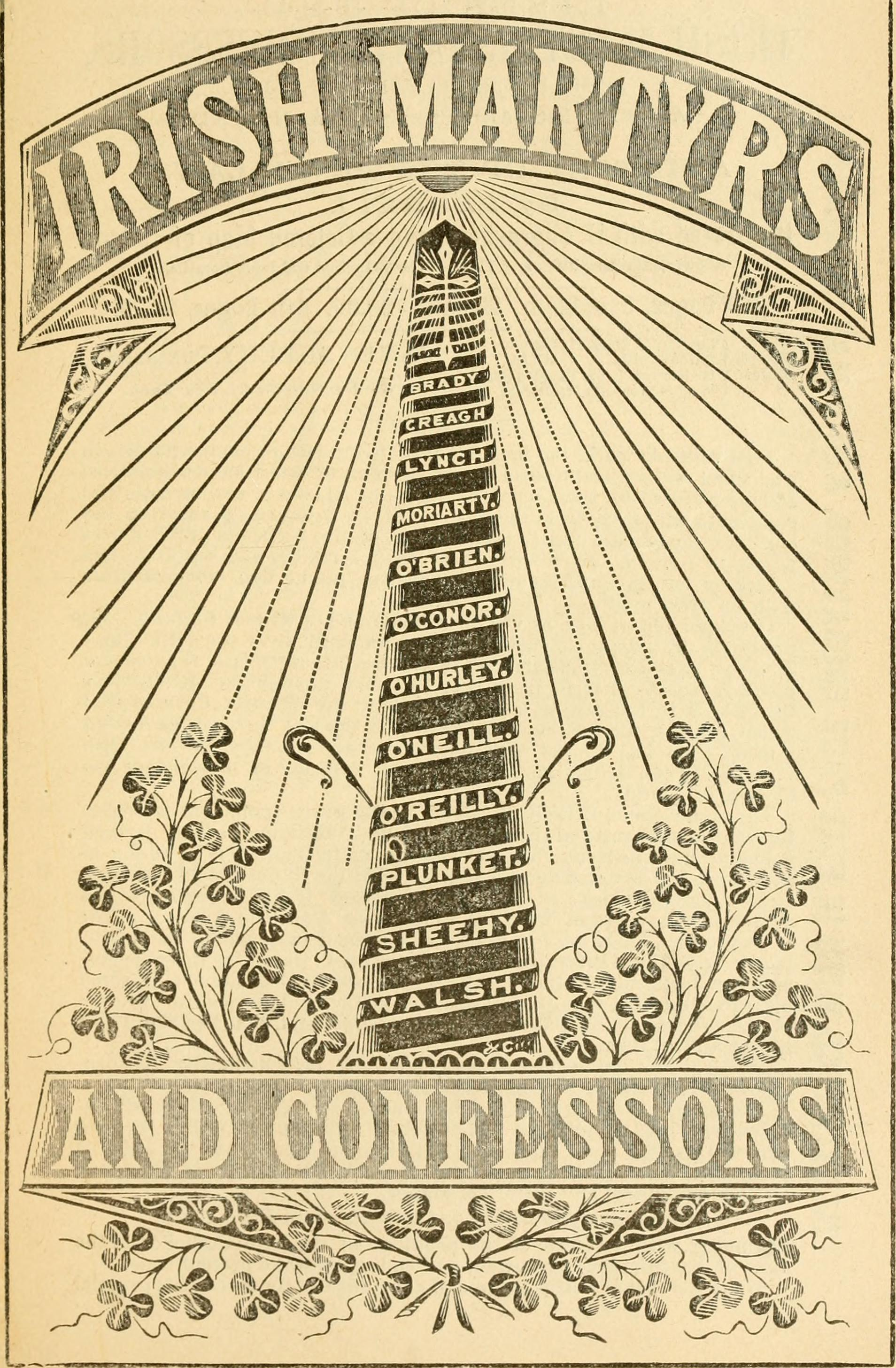
غلاف (1880)

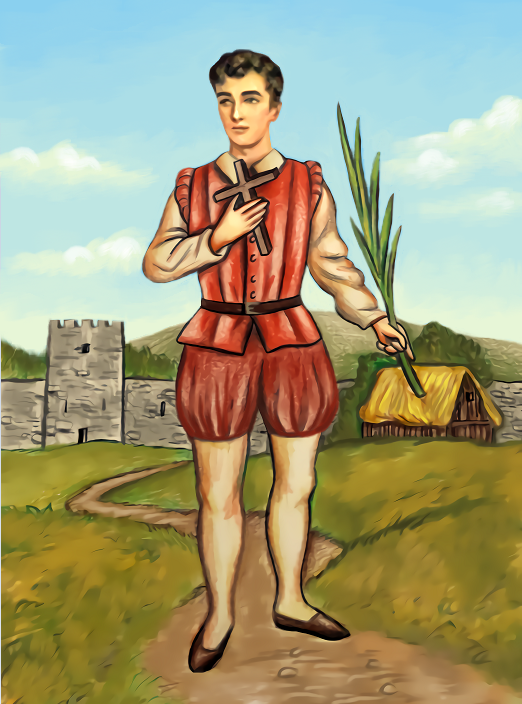
روبرت سكورلوك، شاب إيرلندي كاثوليكي استشهد في دبلن عام 1581م

تم اختيار مجموعة من 42 شهيدًا أيرلنديًا للتطويب. تتألف هذه المجموعة في الغالب من كهنة، علمانيين ومتدينين، بالإضافة إلى العديد من الرجال العلمانيين وامرأتين علمانيتين. هؤلاء الشهداء لم يتم تطويبهم بعد.
- إدموند دانيال، أكتوبر 1572 في كورك
- تيج أودالي، حوالي مارس 1578 في ليمريك
- دونال أونيلان، 28 مارس 1580 في يوغال، كورك
- غيلاسيوس أوكويليانين (من مواليد 1554)، رئيس دير بويل السيسترسي، 21 نوفمبر 1580 في دبلن
- إيوين أومولكيرن، أوبرايم، 21 نوفمبر 1580 في دبلن
- ديفيد وجون ساتون وروبرت سكورلوك، أشخاص عاديون، 13 نوفمبر 1581 في دبلن
- موريس وتوماس وكريستوفر يوستاس، أشخاص عاديون، 13 نوفمبر 1581 في دبلن
- ويليام ووغان وروبرت فيتزجيرالد، شخصان عاديان، 13 نوفمبر 1581 في دبلن
- فيليم أوهارا، 1 مايو 1582 في موين، كورك
- والتر يوستاس، شخص عادي، 14 يونيو 1583 في دبلن
- ريتشارد كريغ (من مواليد 1523)، رئيس أساقفة أرماغ، ديسمبر 1586 كسجين رأي في برج لندن، إنجلترا.
- بريان أوكارولان، كاهن، 24 مارس 1606 بالقرب من تريم، ميث
- جون بيرك، شخص عادي، 20 ديسمبر 1606 في ليمريك
- دونو ماكريدي، كاهن، قبل 5 أغسطس 1608 في كوليرين، أيرلندا الشمالية
- جورج هالي (من مواليد 1622)، 15 أغسطس 1642 في سيدان، ميث
- ثيوبالد وإدوارد ستابلتون، كهنة، 13 سبتمبر 1647 في كاشيل، تيبيراري
- توماس موريسي، كاهن، 13 سبتمبر 1647 في كاشيل، تيبيراري
- ريتشارد باري، ١٣ سبتمبر ١٦٤٧ في كاشيل، تيبيراري
- ريتشارد بتلر وجيمس شاول، ١٣ سبتمبر ١٦٤٧ في كاشيل، تيبيراري
- وليام بويتون، 13 سبتمبر 1647 في كاشيل، تيبيراري
- إليزابيث كيرني ومارغريت ، امرأتان علمانيتان، استشهدتا على يد الجنود البروتستانت تحت قيادة اللورد رئيس مونستر، مورتشاد نا ديتويتان، أثناء نهب كاشيل في 13 سبتمبر 1647.
- جون باث، إس جيه وتوماس باث، كاهن، 11 سبتمبر 1649 في دروغيدا، لاوث
- بيتر تافي، 11 سبتمبر 1649 في دروغيدا، لاوث
- دومينيك ديلون وريتشارد أوفيتون، 11 سبتمبر 1649 في دروغيدا، لاوث
- لورانس وبرنارد أوفيرال، بين فبراير ومارس 1649 في لونجفورد
- كونور ماكارثي، كاهن، 5 يونيو 1653 في كيلارني، كيري
- فرانسيس أوسوليفان، 23 يونيو 1653 في جزيرة سكارريف، كيري
- ثاديوس موريارتي، ١٥ أكتوبر ١٦٥٣ في كيلارني، كيري
- دونال برين وجيمس مورفي، كاهنان، 14 أبريل 1655 في ويكسفورد
- لوك بيرجين، 14 أبريل 1655 في ويكسفورد

## الشهداء الكبوشيون الأيرلنديون الثانيون
تم أيضًا فتح قضية تقديس هذين الكبوشيين الأيرلنديين:
- جون توبين (مواليد 1620)، 6 مارس 1656 في واترفورد
- جيمس دودال (مواليد 1626)، 20 فبراير 1710 في لندن، إنجلترا

## التحقيقات
عانى الشهداء الأيرلنديون على مدى عدة فترات. وكان هناك تأخير طويل في بدء التحقيقات في أسباب استشهاد الأيرلنديين خوفا من الانتقام. ومما يزيد من تعقيد التحقيق أن سجلات هؤلاء الشهداء قد تم إتلافها، أو عدم تجميعها، بسبب خطورة الاحتفاظ بهذه الأدلة.  وأول كتالوج عام هو الكتالوج الخاص بالأب جون هولينغ اليسوعي، والذي تم تجميعه في البرتغال بين عامي 1588 و1599. وصمم على شكل ملخص موجز جدًا عن بعض الأشخاص الذين يحتفلون بذكراهم كمعانين من أجل الإيمان في عهد إليزابيث. 
بعد التحرر الكاثوليكي عام 1829، تمت إعادة النظر في قضية أوليفر بلونكيت. ونتيجة لذلك، تم إصدار سلسلة من المنشورات حول فترة الاضطهاد بأكملها. وأول من أكمل هذه العملية كان أوليفر بلونكيت، رئيس أساقفة أرماغ، الذي طوبه البابا بولس السادسفي عام 1975. 

## الإرث
تم تسمية كنائس مختلفة تخليدا للشهداء، منها:
- كنيسة الشهداء الأيرلنديين، باليرين، ليتيركيني [19]
- كنيسة الشهداء الأيرلنديين، باليكين، ناس [20]
- كنيسة الشهداء الأيرلنديين، كرومويل، أوتاجو، نيوزيلندا.
- كنيسة الشهداء الأيرلنديين، أبرشية مالي الحدودية، لاميرو، جنوب أستراليا، أستراليا
- كنيسة الشهداء الأيرلنديين، الكلية الأيرلندية البابوية، روما، إيطاليا.

## روابط خارجية
- موقع Catholicireland.net